# Stazione meteorologica di Cividale del Friuli
La stazione meteorologica di Cividale del Friuli è la stazione meteorologica di riferimento relativa alla località di Cividale del Friuli.

## Coordinate geografiche
La stazione meteo si trova nell'Italia nord-orientale, in Friuli-Venezia Giulia, in provincia di Udine, nel comune di Cividale del Friuli, a 138 metri s.l.m. e alle coordinate geografiche 46°06′N 13°26′E.

## Dati climatologici
In base alla media trentennale di riferimento 1961-1990, la temperatura media del mese più freddo, gennaio, si attesta a +0,3 °C; quella del mese più caldo, luglio, è di +19,2 °C .
| Cividale del Friuli | Mesi | Mesi | Mesi | Mesi | Mesi | Mesi | Mesi | Mesi | Mesi | Mesi | Mesi | Mesi | Stagioni | Stagioni | Stagioni | Stagioni | Anno |
| Cividale del Friuli | Gen  | Feb  | Mar  | Apr  | Mag  | Giu  | Lug  | Ago  | Set  | Ott  | Nov  | Dic  | Inv      | Pri      | Est      | Aut      | Anno |
| ------------------- | ---- | ---- | ---- | ---- | ---- | ---- | ---- | ---- | ---- | ---- | ---- | ---- | -------- | -------- | -------- | -------- | ---- |
| T. max. media (°C)  | 3,5  | 5,1  | 9,2  | 14,1 | 19,3 | 22,5 | 25,0 | 24,6 | 21,0 | 15,7 | 8,9  | 4,8  | 4,5      | 14,2     | 24,0     | 15,2     | 14,5 |
| T. min. media (°C)  | −3,0 | −2,3 | 0,8  | 4,5  | 8,2  | 11,6 | 13,5 | 13,3 | 10,6 | 6,7  | 2,5  | −1,2 | −2,2     | 4,5      | 12,8     | 6,6      | 5,4  |